# Christian Magdeleine
Christian Magdeleine, né le 1er février 1948 à Rosny-sous-Bois (Seine-Saint-Denis), est un journaliste de radio français.
Entré à l'ORTF en 1972, il est bien connu des automobilistes français, puisqu'il a été correspondant de France Inter et de France Info au Centre national d'information routière de Rosny-sous-Bois jusqu'au 31 mars 2009, date laquelle il fit son dernier point-route avant de partir en retraite. 